# Woltersdorf (Wendland)
Woltersdorf is een gemeente in de Duitse deelstaat Nedersaksen. De gemeente maakt deel uit van de Samtgemeinde Lüchow (Wendland) in het Landkreis Lüchow-Dannenberg. Woltersdorf telt 899 inwoners.

## Geboren
- Karl Wittfogel (1896), historicus, sinoloog

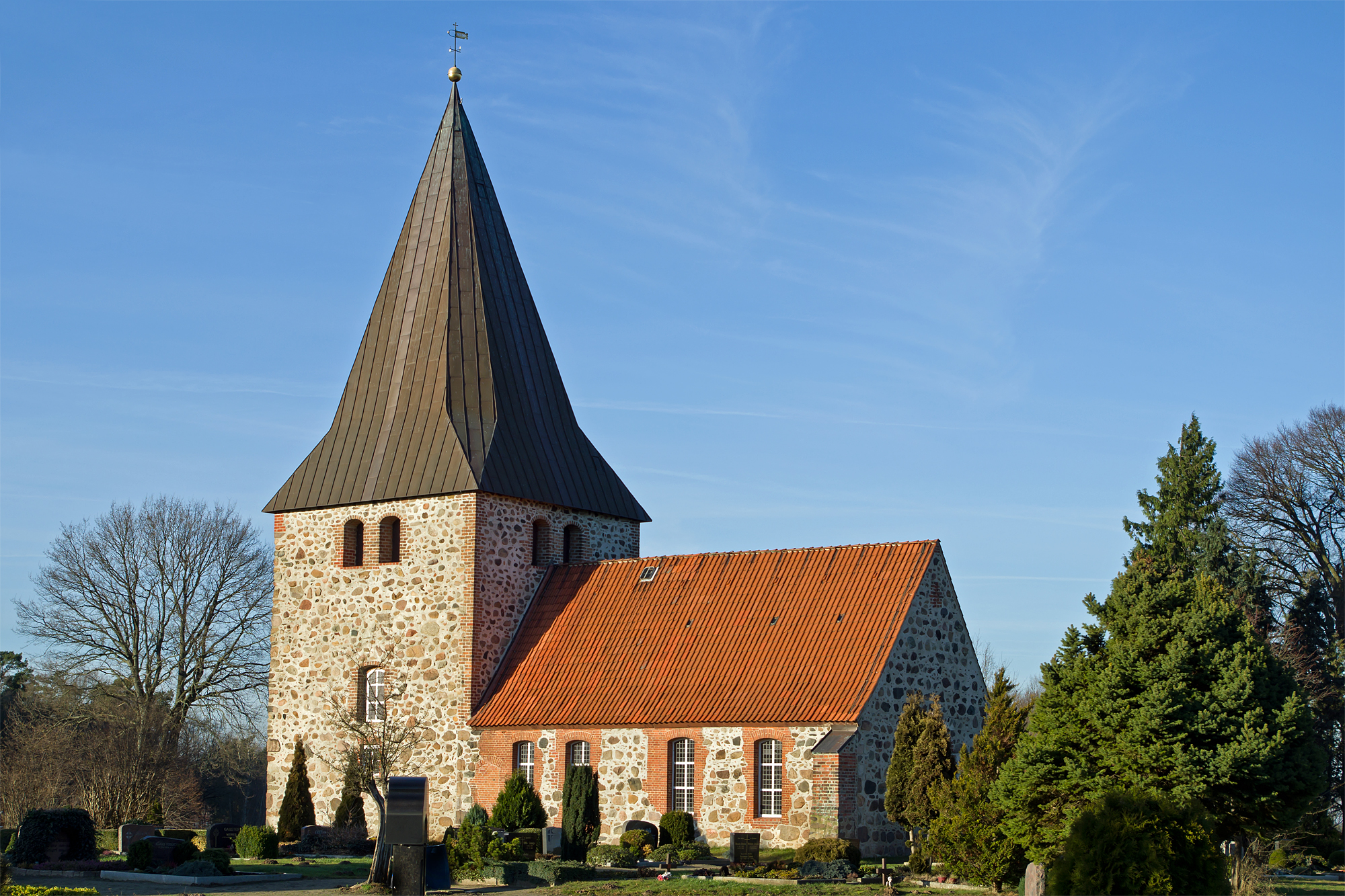
Kerk van Woltersdorf
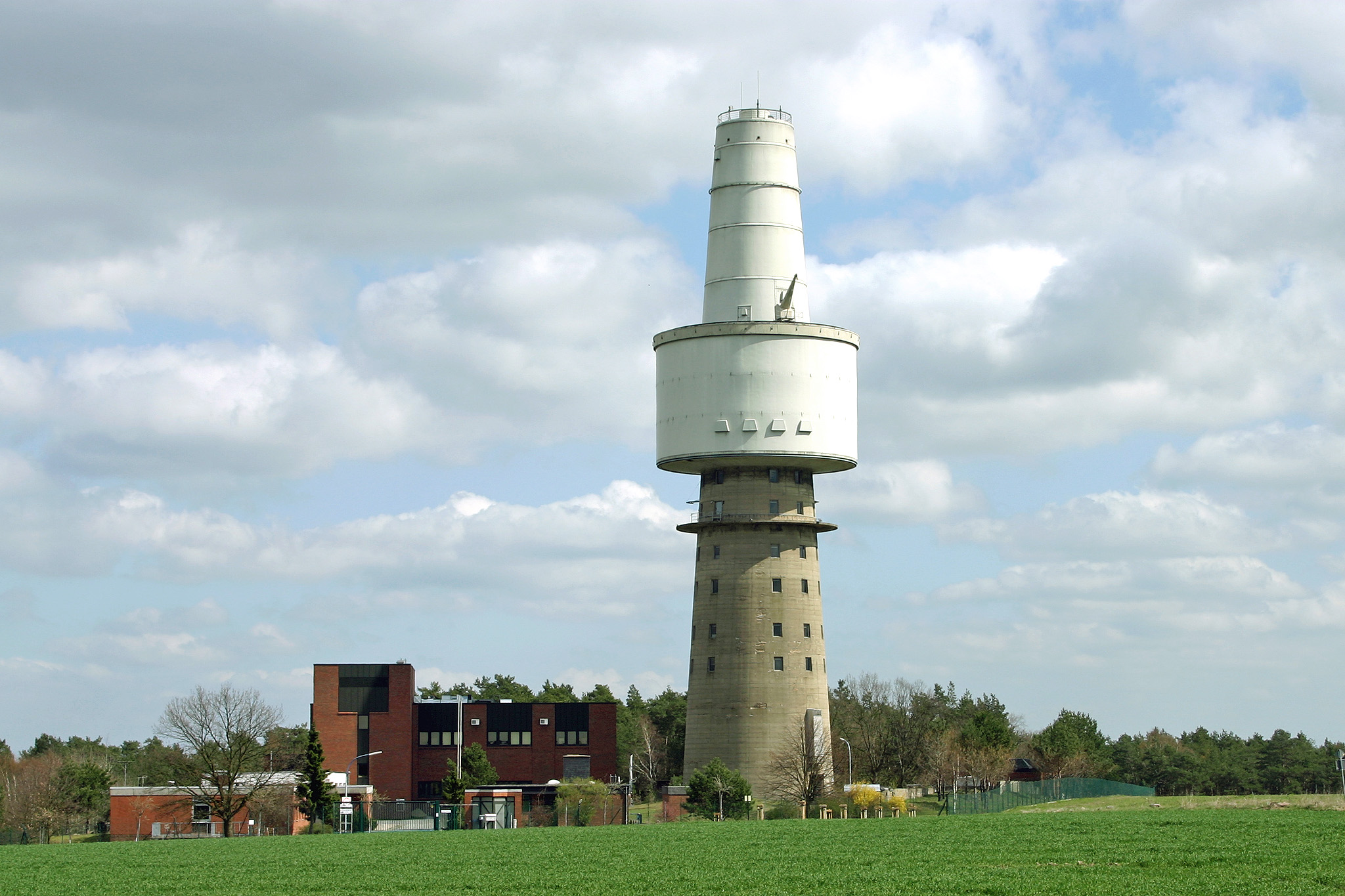
Watertoren

- Gemeinsame Normdatei: 4321245-1
- Library of Congress Control Number: n97114780
- Nationale Bibliotheek van Israël: 987007547451705171
- Virtual International Authority File: 140895821

Bergen an der Dumme · 
Clenze · 
Damnatz · 
Dannenberg · 
Gartow · 
Göhrde · 
Gorleben · 
Gusborn · 
Hitzacker · 
Höhbeck · 
Jameln · 
Karwitz · 
Küsten · 
Langendorf · 
Lemgow · 
Lübbow · 
Lüchow · 
Luckau · 
Neu Darchau · 
Prezelle · 
Schnackenburg · 
Schnega · 
Trebel · 
Waddeweitz · 
Woltersdorf · 
Wustrow · 
Zernien